# Réserve naturelle de Komandorski
La réserve naturelle de Komandorski (russe : Командо́рский госуда́рственный биосфе́рный запове́дник) est une réserve naturelle (zapovednik) située dans les îles Komandorski dans le Kraï du Kamchatka en Russie.
La superficie totale de la réserve est de 3 648 679 ha (36 648 km2) dont 2 177 398 ha (21 774 km2) sont une zone tampon marine.
La partie terrestre du parc comprend la majeure partie de l'île Bering, la totalité de l'île Medny, ainsi que treize îles et rochers plus petits.
Elle a été créée le 23 avril 1993 pour protéger les divers écosystèmes des îles Komandorski et les eaux environnantes de la mer de Béring et du Nord de l'océan Pacifique.
En 2022 elle a été transformée en Parc national des îles Komandorski,.

## Biodiversité
Du fait de son isolement et de la grande productivité des côtes continentales de la mer de Béring et du Pacifique, la réserve naturelle de Komandorski possède une faune remarquablement diverse. Elle constitue le refuge de plus d'un million d'oiseaux marins, de plusieurs centaines d'otaries à fourrure du Nord, de quelques milliers de lions de mer de Steller, de phoques communs et de phocae larghae, une population vigoureuse de loutres de mer, quelque 21 espèces de baleines, deux sous-espèces endémiques rares du renard polaire, et beaucoup d'oiseaux migrateurs menacés ou en voie d'extinction, comme le cygne chanteur, l'eider de Steller, et le pygargue empereur. De plus, il s'agit biogéographiquement d'un chaînon unique entre les flores et faunes de l'Asie et de l'Amérique du Nord.
Il y a 250 espèces de poissons dans les eaux de la réserve.
La réserve naturelle des îles du Commandeur est le seul endroit en Russie où l’observation des cétacés est effectuée toute l’année. 21 espèces de ces mammifères ont été répertoriées ici, représentant 25% de la population mondiale.
La pêche est strictement interdite sur une zone tampon de 50 km autour de la réserve.
Un autre but déclaré de la réserve est de favoriser le développement culturellement et écologiquement durable du seul foyer de peuplement habité des îles Komandorski, le village de Nikolskoïe (dont la population était approximativement de 650 personnes en 2023).
Le site est en cours de préparation pour son inscription sur la liste du Patrimoine mondial.

## Attractions
Sur le territoire de la réserve, il y a des sites du patrimoine historique et culturel, ainsi que des monuments naturels :
- Le site de l’expédition de Vitus Béring en 1741-1742 avec la tombe de Béring sur l'île qui porte son nom.
- L'Arche de Steller est une arche naturelle de roche basaltique. Il s'agit d'un monument naturel protégé.
- La baie de Buyan est un monument géologique. Il y a beaucoup de pierres ornementales - jaspe, cornaline, calcédoine.
- La baie du Commandant est un paysage classé monument historique de la nature.
- L'île inhabitée Ariy Kamen est une frayère pour les salmonidés et une colonie pour les mammifères.